# Uitgeverij Hollandia
N.V. Hollandia-Drukkerij, later Uitgeverij & Drukkerij Hollandia NV en Uitgeverij Hollandia BV was een uitgeverij en drukkerij gevestigd in Baarn. De drukkerij uit 1899 is nu een gemeentelijk monument van Baarn aan de Beukenlaan 20 (oorspronkelijk de Dallaan genoemd).
In 1902 verscheen bij Hollandia de eerste jaargang van Den Gulden Winckel, "maandschrift voor de boekenvrienden in Groot-Nederland" onder leiding van Frits Smit Kleine. Gerard van Eckeren, directeur van de Hollandia-drukkerij van 1904 tot 1929, nam de leiding van dit maandblad over. Jan Greshoff vervoegde later de redactie. Het blad verscheen tot 1942. Andere tijdschriften die Hollandia publiceerde waren Het boek van nu (1947-1962, met o.a. Garmt Stuiveling als redacteur) en Contact: maandblad voor de rijpere jeugd (in 1936 overgenomen van Scheltema & Giltay en verschenen tot 1968).
Hollandia publiceerde zowel fictie als zeer diverse non-fictie. Naast Nederlandse auteurs gaf ze vertalingen uit van onder meer Oscar Wilde (Moderne Sprookjes (1906), met illustraties van Gustaaf van de Wall Perné), Irving Stone (Het leven van Vincent Van Gogh), Leon Uris, Elleston Trevor en Hannah Green. Boekomslagen en illustraties werden onder meer ontworpen door Hans Borrebach en Ella Riemersma.
Op vlak van non-fictie gaf Hollandia werken uit over de meest uiteenlopende onderwerpen (van Het Sportboek voor 1904 samengesteld door Jan Feith over Zangzaad voor kampeerders tot de vertalingen van Studies in the Psychology of Sex van seksuoloog Havelock Ellis). Na de Tweede Wereldoorlog werd Hollandia bekend als uitgever van allerlei hobbyboeken en vanaf het midden van de jaren 1960 van boeken over watersport. Hollandia publiceerde ook jaarlijks vanaf 1948 Juliana Regina, een vooral fotografisch jaaroverzicht van de Nederlands koninklijke familie.
De uitgeverij werd in 1988 overgenomen door uitgeverij Bosch & Keuning en ondergebracht in de dochteronderneming Hollandia bv. Eind 1993 gaf Bosch & Keuning aan dat ze de uitgeverij Hollandia "aan de directie" wilde verkopen. Hollandia is sedert 2000 een imprint van de Gottmer Uitgevers Groep voor boeken over watersport.